# Barrou
 Barrou ist eine französische Gemeinde mit 480 Einwohnern (Stand 1. Januar 2022) im Département Indre-et-Loire in der Region Centre-Val de Loire; sie gehört zum Arrondissement Loches und zum Gemeindeverband Loches Sud Touraine.

## Geographie
Die Gemeinde Barrou liegt an einer Flussschlinge der Creuse, die hier die Grenze zum Département Vienne bildet, etwa 20 Kilometer östlich von Châtellerault und 60 Kilometer südlich von Tours. Das Gelände im 30,71 km² umfassenden Gemeindegebiet steigt vom Creusetal in nordöstlicher Richtung allmählich an und erreicht auf einem mit Wald bedeckten Plateau (Bois des Cours) mit 146 m über dem Meer den höchsten Punkt. Nachbargemeinden von Barrou sind Abilly im Norden, Le Grand-Pressigny im Nordosten, Chaumussay im Osten, Chambon im Südosten, Lésigny im Süden, Mairé im Südwesten sowie La Guerche im Nordwesten.

## Geschichte
Als Ort der gallischen Turonen wird Barraus bzw. Berravus vicus bereits bei Gregor von Tours im 6. Jahrhundert n. Chr. erwähnt.

### Bevölkerungsentwicklung
| Jahr      | 1962 | 1968 | 1975 | 1982 | 1990 | 1999 | 2011 | 2021 |
| Einwohner | 620  | 626  | 577  | 551  | 511  | 482  | 506  | 469  |

Im Jahr 1851 wurde mit 1001 Bewohnern die bisher höchste Einwohnerzahl ermittelt. Die Zahlen basieren auf den Daten von cassini.ehess und INSEE.

## Sehenswürdigkeiten
- Kirche Saint-Maurice
- Ruinenreste der ehemaligen Komturei Epinat des Templerordens aus dem frühen 14. Jahrhundert; um 1600 aufgegeben
- Turm des Schlosses Courtis (Le château des Courtis) aus dem Jahr 1698, ein Lehen der Baronie von Preuilly-sur-Claise
- Kirche St. Mauritius (Église Saint-Maurice) (18./19. Jahrhundert; 1926 rekonstruiert)

## Wirtschaft und Infrastruktur
In der Gemeinde sind traditionell die Forstwirtschaft (sieben Betriebe im großen Wald Bois des Cours), ein Fischereibetrieb und die Landwirtschaft (17 Betriebe im Getreide-, Hülsenfrüchte-, Ölsaaten- und Futtermittelanbau sowie etwas Weinbau) vertreten.
Die Hauptverkehrsachse der Gemeinde Barrou ist die dem Creusetal folgende Straße D 750 von Descartes nach Tournon-Saint-Martin. Weitere überregionale Straßenverbindungen führen nach Ligueil und nach Châtellerault. In der 20 Kilometer entfernten Stadt Châtellerault befindet sich der nächste Bahnhof.

## Belege
1. ↑  Gregor von Tours, historia Francorum 6,7; 10,31,6. Vgl. Max Ihm: Berravus vicus. In: Paulys Realencyclopädie der classischen Altertumswissenschaft (RE). Band III,1, Stuttgart 1897, Sp. 316.
2. ↑  Barrou auf cassini.ehess
3. ↑  Barrou auf INSEE
4. ↑  Land- und Forstwirtschaftsbetriebe auf annuaoire-mairie.fr (französisch)